# Prorada
Prorada byl trestný čin, který spočíval v poškozování důležitých státních zájmů v zahraničí. Spáchat jej mohl jak diplomat, který porušil své povinnosti, tak kdokoli jiný, jestliže zničil, padělal nebo jinak neoprávněně manipuloval s diplomatickými listinami.
Do československého práva jej zavedl zákon na ochranu republiky z roku 1923, trestem za úmyslnou proradu byl žalář od jednoho až do deset let, v případě hrubé nedbalosti vězení od jednoho měsíce do jednoho roku. Stejný trestný čin zachoval i zákon na ochranu lidově demokratické republiky z roku 1948, pouze horní hranice trestních sazeb byly zvýšeny na 25, resp. tři roky. V trestním zákoně z roku 1950 pak existoval trestný čin nazvaný Věrolomnost, ačkoli jeho skutková podstata i trestní sazby byly prakticky stejné.
Podobný trestný čin existuje také v trestním zákoníku z roku 2009, kde se však nazývá Zneužití zastupování státu a mezinárodní organizace a spočívá ve zneužití diplomatického postavení nebo v jeho předstírání, přičemž nejde jen o zastupování České republiky, ale i mezinárodní organizace, jejímž je Česká republika členem (např. Rada Evropy, Evropská unie).